# IV Сирийская конная когорта фракийцев
IV Сирийская конная когорта фракийцев (лат. Cohors IV Syriaca Thracum equitata) — вспомогательное подразделение армии Древнего Рима.
Хотя, по всей видимости, подразделение начинало службу в Сирии, оно находилось в Испании в течение I века. Вагнер приводит доказательства, которые не являются убедительными, что впоследствии когорта дислоцировалась в Мёзии. Чизман без всяких оснований полагает, что в 117—161 годах когорта была в Сирии. Но тем не менее, есть надпись, показывающая, что во II веке подразделение продолжало существовать.